# Simonszand
Simonszand è un'isola dei Paesi Bassi situata nel Mare dei Wadden. Fa parte della municipalità di Het Hogeland nella provincia della Groninga. Geograficamente l'isola fa parte dell'Arcipelago delle Isole Frisone Occidentali situata nell'estremo nord-est del paese. L'isola è situata tra le isole di Schiermonnikoog e Rottumerplaat. L'isola è costituita da una striscia allungata di dune sabbiose di circa 1,5 km di lunghezza e 750 metri di larghezza. Sull'isola si possono trovare piccoli trampolieri (piovanello maggiore e diverse specie di charadrii), anatre e foche. Vista la peculiarità dell'ambiente è vietata la navigazione nelle acque circostanti e l'approdo sull'isola.